# دالي كار
دالي كار (بالإنجليزية: Dale Carr)‏ هو لاعب كرة قدم أمريكية أمريكي، ولد في 10 مارس 1964.